# Trovači
Trovači (auf Deutsch ‚Vergifter‘) ist eine Düsseldorfer Balkan-Ska-Reggae-Band, die auf Deutsch, Serbisch und Kroatisch singt.
Die Musik der Band behandelt, oft mit Selbstironie, Gastarbeiterklischees, den deutschen Alltag und Herzschmerz-Themen.

## Name
Trovači ist ein Slangbegriff aus dem Jugoslawischen und bedeutet „Jemand, der gut flirten kann“.
Die Band nannte eines ihrer Mitglieder wegen seines Flirtverhaltens „Trovači“. Daraus entwickelte sich mit der Zeit der Bandname. Laut Sänger und Gitarrist Danko Rabrenović will die Band nun Westeuropa mit jugoslawischen Rhythmen „vergiften“.

## Bandgeschichte
Laut Sänger und Gitarrist Danko Rabrenović, der wöchentlich die Sendung Balkanizer bei Funkhaus Europa moderiert, wollte die Band Trovači zunächst nur einige Stücke aus dieser Zeit (der Jugoslawischen Neuen Welle) als „Hommage für ein paar Freunde“ im kleinen Rahmen aufführen. Daraus entwickelte sich aber, nicht zuletzt wegen des Interesses, den die Musik auch außerhalb der „Ex-Jugo-Community“ fand, mehr. Die Band entschied sich daraufhin, 2004 ihr erstes Album Balkanplatte aufzunehmen.
2006 veröffentlichten Trovači ihre erste Single Welcome to Deutschland, die auf die Fußball-Weltmeisterschaft und ihr WM-Programm einstimmte. Gemeinsam mit Götz Alsmann, Christine Westermann, Chris Howland, der WDR Big Band und weiteren Künstlern ging Trovači anlässlich des 50-jährigen Bestehens des WDR 2006 auf eine große Theater-Tournee.
Nachdem sich Trovači im Jahre 2008 vergeblich mit ihrem anderthalb Minuten dauernden Stück Kako-Tako (auf Deutsch ‚Wie? – So!‘) als Direktkandidat für Deutschland beim Eurovision Song Contest beworben hatte, traten sie im deutschen Rahmenprogramm des Eurovision Song Contests, welchen die ARD ausstrahlte, mit den Stücken Kako-Tako und Paradies auf.
Am 8. Oktober 2010 veröffentlichten Trovači ihr drittes Album Malo Morgen mit 15 Titeln auf Serbisch und Deutsch mit prominenten Gästen wie Hubert Kah, Dr. Ring Ding und Las Balkanieras. Mit  Hubert Kah als Gastsänger nahmen Trovači eine zweisprachige (Serbokroatisch / Deutsch) Ska-Version von dessen großen Hit Sternenhimmel auf. Parallel erschien mit Der Balkanizer. Ein Jugo in Deutschland (Vgs Egmont) das erste Buch von Sänger und Gitarrist Danko Rabrenović, in dem er humorvoll von seinen Erfahrungen als Migrant erzählt und in einem Kapitel auch auf die Entstehungsgeschichte der Band Bezug nimmt.

## Einflüsse
Einflüsse der Band kommen aus der Jugoslawischen Neuen Welle, einer von 1980 bis etwa 1984 andauernden Bewegung, angeführt von Bands wie Idoli, Šarlo Akrobata oder Haustor, die auf Serbisch, Bosnisch oder Kroatisch sangen und Ska-Rhythmen einsetzten.

## Diskografie

### Alben
| Veröffentlichung | Titel                                    | Stücke/Tonträger                   | Bedeutung | Label                          | Produzent(en) |
| ---------------- | ---------------------------------------- | ---------------------------------- | --- | ------------------------------ | ------------- |
| 2004             | Balkanplatte Erstes Studioalbum          | 12 Stücke + Intro/ 1 CD            | Rabrenović: „Wir wollten ein Wort haben, dass bei allen Deutschen eine Assoziation weckt. Und alle kennen wohl dieses Gericht mit Cevapcici und Rasnici. Und so haben wir auch diese Balkanplatte mit etwas Ska, Reggae und Punk vollgepackt.“ | Jig It!                        | Vlada Divljan |
| 2004             | Mondo Ska Sampler Beteiligung an Sampler | 1 von Trovači/ 19 Stücke Insgesamt | | Grover Records                 |               |
| 200?             | WDR 50-Tour Mitschnitt                   |                                    | | Klartext Verlagsgesellschaft   |               |
| 2007             | Kuku Lele Zweites Studioalbum            | 12 Stücke + Intro/ 1 CD            | auf Deutsch „Ach du dickes Ei“ | Ignoring gravity               |               |
| 2010             | Malo Morgen Drittes Studioalbum          | 15 Stücke/ 1 CD                    | | Unique Records/ electrique mud |               |

### Singles
| Veröffentlichung | Titel                               | Stücke/Tonträger | Label            | Produzent(en)          |
| ---------------- | ----------------------------------- | ---------------- | ---------------- | ---------------------- |
| 2006             | Welcome to Deutschland Erste Single | 4 Stücke/ 1 CD   | Ignoring gravity | NoJo und Bojan Vuletić |
| 2007             | Paradies Zweite Single              |                  | Ignoring gravity |                        |